# Гвардейская пехота генерал-губернатора
Гвардейская пехота генерал-губернатора (англ. Governor General's Foot Guards, фр. Gardes à pied du gouverneur général) — пехотный полк Канадских вооружённых сил. Полк является одним из трёх королевских домашних полков в Первичном резерве канадской армии и самым старшим ополчением в Канаде. Его роль включает в себя поддержку регулярных канадских войск, а также установку Церемониальной гвардии на Парламентский холм и в Ридо-холл в Оттаве.

## История
10 апреля 1885 года пешие гвардейцы 1-го батальонного генерал-губернатора мобилизовали единую роту для действительной службы. Рота была выведена из состава действующей чуть более двух месяцев спустя, 24 июля 1885 года. Когда началась Первая мировая война, взводы Пехотная гвардия генерал-губернатора была назначена на действительную службу в августе 1914 года для выполнения местных функций безопасности. Полк был размещён в Великобритания и Франция на протяжении большей части войны, пока он не был отозван в сентябре 1916 года. Полк вернулся в Европу в 1942 году, чтобы сражаться в Северо-Западной Европе до конца Вторая мировая война. Зарубежный контингент был расформирован 31 января 1946 года после окончания войны. С тех пор полк оставался в основном церемониальным, в основном предоставляя военнослужащих канадскому гвардейскому полку. В конце 1990-х годов полк представлял Канаду во многих международных операциях, таких как интервенции Организации Объединённых Наций и НАТО на Кипр, Югославия, Босния-Герцеговина, Гаити, Судан и Афганистан до 2014 года.

## Порядок старшинства
Регулярные вооружённые силы: